# Rudolf Procházka (odbojář)
Rudolf Procházka (3. listopadu 1905 Hroška – 9. listopadu 1942 Mnichov) se podílel na domácím odboji ve 2. světové válce.
Do Ostrova, místní části Hrošky, se Procházkova rodina přestěhovala z Hrotovic u Třebíče. Z Ostrova následně přesídlila do Přestavlk. Rudolf se u stavitele V. Švorce v Kostelci nad Orlicí vyučil tesařem a odešel za prací do Prahy. V roce 1927 vstoupil do KSČ. O rok později se oženil. Jeho rodina bydlela v Kostelci nad Orlicí, v tzv. "Trenčíně".
Byl aktivním činovníkem a propagátorem komunistických myšlenek. Spolupracoval jak s místními komunisty, tak od svého zvolení v roce 1936 do Krajského výboru a ÚV KSČ s Bohumírem Šmeralem, Janem Švermou, Václavem Kopeckým aj. Po okupaci ČSR v březnu 1939 se zapojil do komunistického odboje. 26. června 1940 byl gestapem zatčen, převezen k vyšetřování do věznice v Hradci Králové a později do Budyšína, Drážďan a Mnichova, kde byl popraven.